# Каргали (Вікуловський район)
Каргали́ (рос. Каргалы) — село у складі Вікуловського району Тюменської області, Росія.
Населення — 832 особи (2010, 899 у 2002).
Національний склад станом на 2002 рік:
- росіяни — 99 %